# Gammarus varsoviensis
Gammarus varsoviensis is een vlokreeftensoort uit de familie van de Gammaridae. De wetenschappelijke naam van de soort is voor het eerst geldig gepubliceerd in 1975 door Jazdzewski. 
Het mannetje van G. varsoviensis kan 20 mm groot worden, de vrouwtjes zijn kleiner. Het komt voor in matig stromende (zoet water) laagland rivieren. Het kan ook worden aangetroffen in meren nabij de in of uitstroom van rivieren.
Lang werd gedacht dat het verspreidingsgebied van G. varsoviensis beperkt was tot het Centraal Europese laagland waaronder de zijrivieren van de Elbe in Duitsland, de Oder en de Wisla in Polen, de Memel in Litouwen en de Westelijke Dvina in Letland. Bij veldonderzoek van Grabowski et al. in 2009 en 2011 werd de soort echter ook aangetroffen in laagland beken en rivieren in het stroomgebied van de Dnjepr en in wateren in de Pontisch-Kaspische Steppe in het bekken van de Zwarte Zee (Oekraïne). Waarschijnlijk werd de soort hier lang niet onderkend door de grote gelijkenis met G. lacustris.